# Villa Santa Lucia
Villa Santa Lucia é uma comuna italiana da região do Lácio, província de Frosinone, com cerca de 2.623 habitantes. Estende-se por uma área de 18 km², tendo uma densidade populacional de 146 hab/km². Faz fronteira com Cassino, Piedimonte San Germano, Pignataro Interamna, Terelle.

## Demografia
| Variação demográfica do município entre 1861 e 2011                               |
|                                                                                   |
| Fonte: Istituto Nazionale di Statistica (ISTAT) - Elaboração gráfica da Wikipedia |